# Helsingin urheilutalo
Le centre sportif d'Helsinki (finnois : Helsingin urheilutalo) est un bâtiment en briques jaunes situé rue Helsinginkatu dans le quartier d'Alppiharju à Helsinki en Finlande.

## Présentation
Le bâtiment construit en 1961 est conçu par Aili ja Niilo Pulkka.
Le bâtiment comprend l'ilot urbain délimité par Helsinginkatu, Kirstinkatu, Josafatinkatu et Läntinen Brahenkatu.
Le centre sportif comprend une piscine intérieure, une salle de jeux de balle, une salle de danse et un bowling et le café Pelinainen.
Le batiment abrite aussi un espace de bureaux, un hôtel, un restaurant et une salle de théâtre.
La piscine principale mesure 25 mètres de long et 6 mètres de large et le centre comote aussi une piscine pour enfants. 
La salle de danse dispose également d'un auditorium fixe pouvant accueillir 860 personnes.